# Sphecomyrma
Sphecomyrma – rodzaj mrówek z podrodziny Sphecomyrminae.

## Gatunki
- Sphecomyrma canadensis Wilson, 1985
- Sphecomyrma freyi Wilson & Brown, 1967